# Kaple svatého Martina (Bílá Hora)

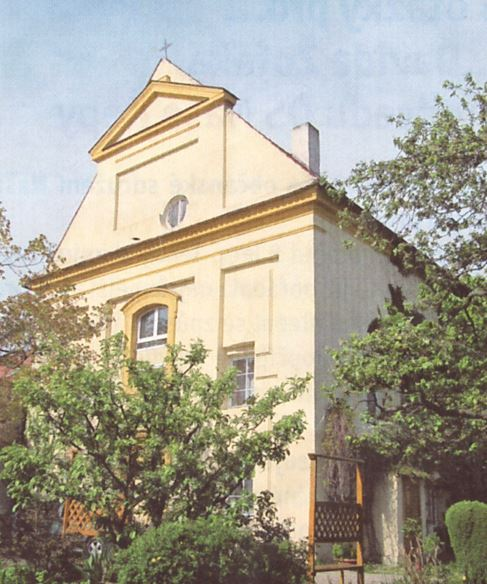
Pohled na čelní stranu kaple (80. léta 20. století)

Kaple svatého Martina na Bílé Hoře je sakrální stavba v Praze.

## Historie
Roku 1628 byl za přítomnosti císaře Ferdinanda II. a pražského arcibiskupa Arnošta Vojtěcha z Harrachu slavnostně položen základní kámen k zamýšlené stavbě kláštera řádu servitů. Stavba však postupovala velmi zvolna. Důvodů bylo několik, patřil mezi ně nedostatek vody na Bílé Hoře, kruté zimy, na které nebyli mniši přišlí z Itálie zvyklí, a především nešťastné umístění na hlavní linii, kterou v těch neklidných válečných dobách přicházela ku Praze útočící vojska. V roce 1631 vydrancovali celou misii Sasové, 1632 a 1634 Albrecht z Valdštejna a 1639 švédské vojsko pod velením generála Bannera. V roce 1648 se tu rozložili táborem Švédové před dobytím Prahy.
To vše způsobilo, že v roce 1673, tedy 45 let od počátku stavby, byly ze zamýšleného kláštera postavené pouze základy, presbytář kostela a jedno křídlo kvadratury. Unavení servité se vzdali naděje na dokončení a se svolením císaře Leopolda I. prodali pozemek a staveniště Maxmiliánovi hraběti z Martinic za 100 dukátů. Nedostavěný klášter byl poté postupně přeměněn v zájezdní hospodu a přešel do držení rodiny Piskáčkovy.
Základy klášterního kostela koupil v roce 1697 Karel Jáchym hrabě Breda, majitel panství tachlovického. Zčásti postavenou kostelní loď uzavřel na východní straně štítovou fasádou, která nad vchodovými dveřmi nese letopočet dostavby: rok 1719. Protože Bredové přisuzovali vzestup svého starobylého rodu úspěchům na válečném poli, zvolil si hrabě Breda za svého patrona svatého Martina a jemu také dostavěnou kapli zasvětil. Pojmenování po světci, který sám byl původně vojákem, osud stavby vystihovalo i nadále. V roce 1741 byla kaple zpustošena vojsky bavorsko-francouzskými, poté opravena, roku 1751 znovu vysvěcena a hned v roce 1757 opět obsazena vojskem, patřícím Fridrichovi Pruskému.
Služba církevním účelům skončila v roce 1785. Všeobecnému rušení kostelů a klášterů patenty Josefa II. neunikla ani tato nevelká a nepříliš bohatě vybavená kaple. Majitelé tachlovického panství ji nakonec roku 1862 prodali paní Anežce Křečkové, která ji dostavbou vnitřních pater a přepažení proměnila na obytný dům. Ovšem ani při této přestavbě, ani při žádné z pozdějších oprav, nebyl sundán původní litinový kříž ze štítového průčelí.